# Погоня за часом
«Погоня за часом» (англ. Race Against Time) — телевізійний фільм 2000 року.

## Сюжет
Джеймс Гебріел хоче знайти гроші на ліки для свого сина від важкої хвороби. Він вирішує укласти контракт з «Лайфкор» — корпорацією, яка поставляє людські «запчастини». Отримавши 300 тисяч доларів, Джеймс біжить до лікарні, але там йому повідомляють, що він запізнився буквально на кілька годин — син помер. В результаті, Джеймс розуміє, що його жертви були марними. Повернувши гроші, він вимагає розірвання договору. Але корпорація відмовляється — «Лайфкору» потрібна його життя і молоде сильне тіло, яке можна розпродати з великою вигодою. У Джеймса залишився лише один шанс зберегти життя і здобути свободу: бігти від «мисливців за головами» і, проникнувши в штаб — квартиру «Лайфкор», захопити в заручники главу корпорації.

## У ролях
| Актор          | Роль                   |
| -------------- | ---------------------- |
| Ерік Робертс   | Джеймс Гебріел         |
| Кері Елвес     | Берк                   |
| Сара Вінтер    | Алекс                  |
| Кріс Сарандон  | доктор Антон Сторфелес |
| Даян Венора    | доктор Гелен Стіл      |
| Майкл Грейес   | Джонні Чорний Орел     |
| Террі Сімпсон  | Яновські               |
| Джоел Макнікол | Майк Черрі             |
| Деніел Магдер  | Боббі Гебріел          |
| Робін Вілкок   | доктор Руперт Елліот   |
| Кес Анвар      | доктор Берген          |